# جيسوس تيلو
جيسوس تيلو (بالإسبانية: Jesús Tello)‏ (مواليد 1934) هو ملاكم مكسيكي، مثّل بلاده في الألعاب الأولمبية الصيفية 1952.

## روابط خارجية
جيسوس تيلو على موقع أوليمبيديا (الإنجليزية)